# Atheta irrupta
Atheta irrupta är en skalbaggsart som först beskrevs av Thomas Casey 1910.  Atheta irrupta ingår i släktet Atheta och familjen kortvingar. Inga underarter finns listade i Catalogue of Life.